# Bretenières
Bretenières ist eine französische Gemeinde im Département Jura in der Region Bourgogne-Franche-Comté. Sie gehört zum Arrondissement Dole und zum Kanton Tavaux. Die Nachbargemeinden sind Séligney im Norden, Villers-les-Bois im Osten, Biefmorin im Süden und Tassenières im Westen.

## Weblinks

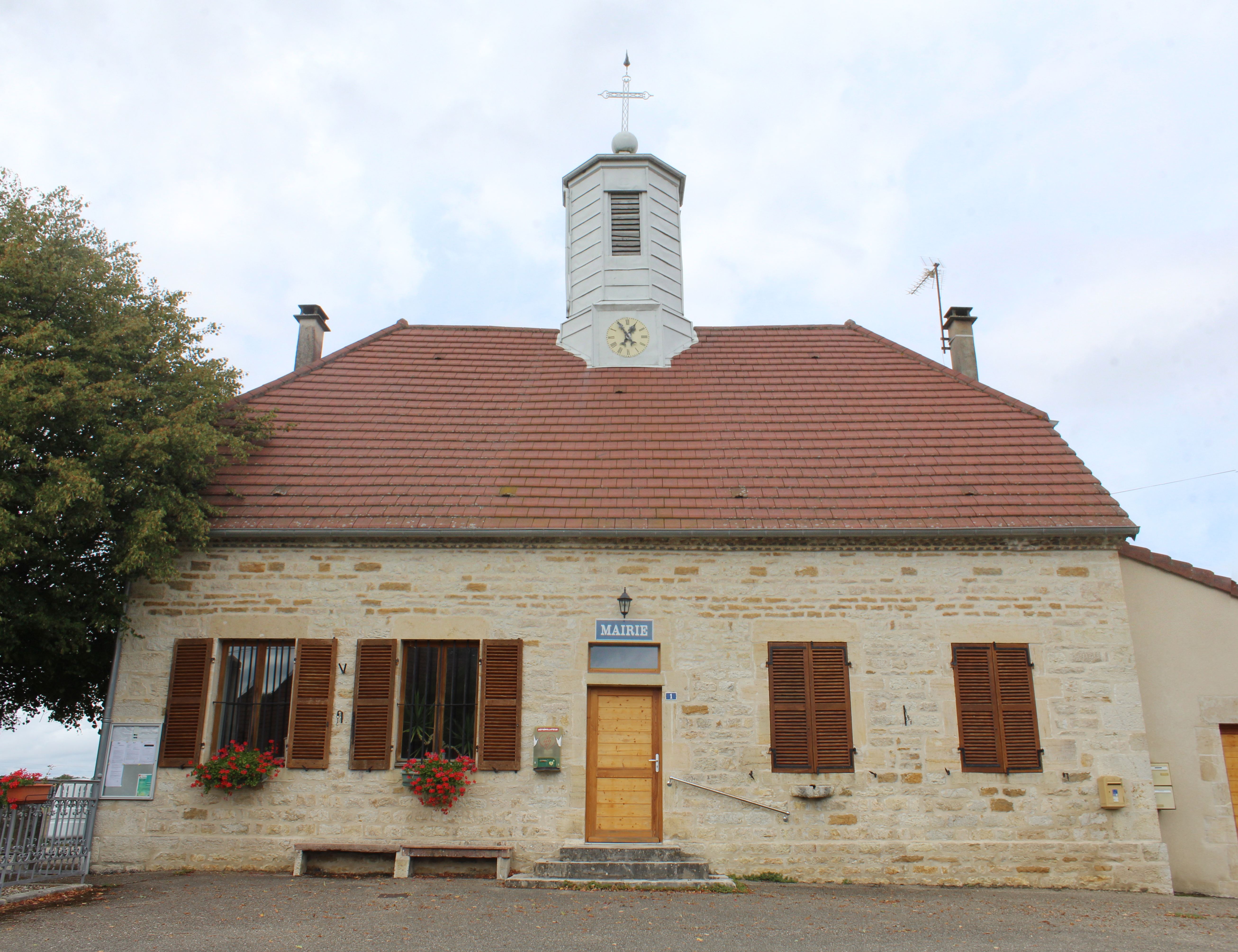
Mairie Bretenières

## Bevölkerungsentwicklung
| Jahr                       | 1962 | 1968 | 1975 | 1982 | 1990 | 1999 | 2008 | 2017 |
| Einwohner                  | 54   | 50   | 34   | 27   | 28   | 30   | 38   | 40   |
| Quellen: Cassini und INSEE |      |      |      |      |      |      |      |      |